# ミゾリビン
ミゾリビン (英: Mizoribine) は、免疫抑制剤、核酸代謝阻害剤の1つ。 1971年、日本で開発された。製品名はブレディニン(旭化成製造販売)。

## 適応症
腎移植、ステロイド抵抗性ネフローゼ症候群、IgA腎症、SLE、ループス腎炎及び関節リウマチの治療に用いられる。

## 作用機序
イノシン一リン酸合成酵素およびグアノシン一リン酸合成酵素を選択的阻害し、細胞分裂のS期でDNA合成を停止させることにより効果を発揮する。毒性はアザチオプリンよりも低い。

## 効能・効果
1. 腎移植における拒否反応の抑制
2. 原発性糸球体疾患を原因とするネフローゼ症候群
3. ループス腎炎
4. 関節リウマチ

## 用法・用量
1. 腎移植における拒否反応の抑制
通常、体重1㎏当り下記量を1日量とする。
初期量としてミゾリビン 2-3mg
維持量としてミゾリビン 1-3mg
2. 原発性糸球体疾患を原因とするネフローゼ症候群
1日 150㎎
3. 関節リウマチ
1日 150㎎